# Hernán Vera
Hernán Rogelio Vera Pavía (Mérida, Yucatán, 28 de octubre de 1892-Ciudad de México, 29 de enero de 1964) fue un actor mexicano.

## Biografía y carrera
Hernán Rogelio Vera Pavía nació el 28 de octubre de 1892 en Mérida, Yucatán, siendo hijo de Manuel Félix Vera y Manuela Pavía. Inició su carrera en teatro, con algunas obras del autor Antonio Esquivel Magaña. También perteneció a la compañía de zarzuela de Alfonso Rogelini en 1925. En 1936, debutó en el cine con un papel en la película Allá en el Rancho Grande (1936). El 30 de julio de 1938, contrajo matrimonio por primera vez con María Florentina González Gutiérrez, con quien permaneció hasta que esta falleció en una fecha desconocida. El 8 de junio de 1946, se casó por segunda ocasión con una mujer llamada Julia Romero Mendoza, con quien se quedó hasta que él murió dieciocho años después.

### Muerte
El 29 de enero de 1964, Vera falleció en Ciudad de México a los 68 años de edad, a causa de insuficiencia renal, diabetes mellitus, y un adenocarcinoma prostático. Su cuerpo fue sepultado en el Panteón Jardín, ubicado en la misma ciudad.

## Filmografía
- Torero por un día (1963)
- La bandida (1963)
- Los pistoleros  (1962)
- Lástima de ropa  (1962) — Transeúnte
- El malvado Carabel (1962)
- Juventud sin Dios (La vida del padre Lambert) (1962)
- Bonitas las tapatías (1961)
- El gato con botas (1961) — Cocinero
- De hombre a hombre (1961)
- Tres balas perdidas (1961)
- Con quien andan nuestros locos (1961)
- El violetero (1960)
- Peligros de juventud (1960) — Cliente
- La ley de las pistolas (1960)
- Viva la parranda (1960)
- Por ti aprendí a querer (1960)
- Tin Tan y las modelos (1960)
- Pancho Villa y la Valentina (1960)
- Tres angelitos negros (1960) — Cantinero
- Pistolas invencibles (1960)
- Póker de reinas (1960)
- La tijera de oro (1960)
- La caperucita roja (1960) — Aldeano
- El último mexicano (1960)
- Rebelde sin casa (1960)
- Vivir del cuento (1960)
- El grito de la muerte (1959) — Cantinero
- El joven del carrito (1959) — Vendedor helados
- El vestido de novia (1959) — Encargado del hotel
- Ferias de México (1959) — Hombre en cantina
- ¡Me gustan valentones! (1959)
- Vístete Cristina (1959)
- La pandilla se divierte (1959)
- Triunfa la pandilla (1959)
- La tijera de oro (1958)
- El jinete solitario (1958)
- El jinete solitario en el valle de los buitres (1958)
- Las mil y una noches (1958)
- Música de siempre (1958)
- Manos arriba (1958)
- Cuatro copas (1958) — Cliente de don Pánfilo
- La feria de San Marcos (1958)
- La justicia del gavilán vengador (1957)
- Los tres mosqueteros y medio (1957)
- Donde las dan las toman (1957)
- El pantano de las ánimas (1957) — Cantinero
- Nunca me hagan eso (1957)
- Cuatro contra el imperio (1957) — Músico
- Cada hijo una cruz (1957)
- La dulce enemiga (1957)
- El organillero (1957)
- Las aventuras de Pito Pérez (1957) — Don Tacho
- Los hijos de Rancho Grande (1956)
- Los amantes (1956)
- El médico de las locas (1956) — Enfermo
- Pensión de artistas (1956) — Miembro de la liga de moralidad
- La escondida (1956) — Recaudador de ventas
- El vividor (1956)
- Ultraje al amor (1956)
- Los margaritos (1956) — Mayordomo
- Club de señoritas (1956) — Cantinero
- El sultán descalzo (1956) — Vendedor de gelatinas
- Mi canción eres tú (1956)
- Pura vida (1956) — Paco
- Una movida chueca (1956)
- La venganza del Diablo (1955) — Gordo, cantinero
- Lo que le pasó a Sansón (1955)
- Padre contra hijo (1955)
- Qué lindo Cha Cha Cha (1955)
- Historia de un abrigo de mink (1955) — Pueblerino
- El pueblo sin Dios (1955) — Cantinero
- Una mujer en la calle (1955) — Cajero
- Los líos de Barba Azul (1955) — Gasolinero
- Pobre huerfanita (1955)
- Camino de Guanajuato (1955)
- El hombre inquieto (1954) — Jovito
- Prisionera del pasado (1954)
- Chucho el Roto (1954)
- Contigo a la distancia (1954)
- Sandunga para tres (1954)
- La ilusión viaja en tranvía (1954) — Carnicero
- Cuando me vaya (1954)
- Gitana tenías que ser (1953) — Dueño de la tasca
- Ansiedad (1953) — Cantinero
- Dios los cría (1953)
- El señor fotógrafo (1953)
- ¡Yo soy gallo dondequiera! (1953) — Cantinero
- Quiéreme porque me muero (1953)
- Doña Mariquita de mi corazón (1953)
- No te ofendas, Beatriz (1953)
- Estrella sin luz (1953)
- La mujer desnuda (1953)
- Amor de locura (1953)
- El billetero (1953) — Cantinero
- Esos de Pénjamo (1953)
- Póker de ases (1952)
- El rebozo de Soledad (1952) — Mayor
- Apasionada (1952)
- Yo fui una callejera (1952)
- Ahora soy rico (1952) — Tortero
- Un rincón cerca del cielo (1952) — Tortero
- El ruiseñor del barrio (1952) — Cantinero
- Los hijos de María Morales (1952)
- Yo soy Mexicano de acá de este lado (1952)
- Delirio tropical (1952)
- Rumba caliente (1952)
- Mi campeón (1952) — Invitado cumpleaños
- Chucho el remendado (1952) — Cocinero
- Vive como sea (1952)
- Los tres alegres compadres (1952) — Cantinero
- ¡Ay amor... cómo me has puesto! (1951) — Hombre encarcelado
- Toast to Love (1951) — Alcaide (prison warden)
- Canasta uruguaya (1951)
- Especialista en señoras (1951)
- Ella y yo (1951) — Cantinero
- Vuelva el sábado (1951)
- La hija del engaño (1951) — Amigo de Lencho
- Puerto de tentación (1951)
- Islas Marías (1951) — Don Venancio
- Peregrina (1951) — Juez
- Recién casados... no molestar (1951) — Cocinero
- La duquesa del Tepetate (1951) — Hotelero
- Dicen que soy comunista (1951) — Don Roque
- Buenas noches mi amor (1951) — Julián
- El señor gobernador (1951) — Don Serafín
- Una gringuita en México (1951)
- Negro es mi color (1951) — Navarrete
- Arrabalera (1951) — Don Tobías
- Los hijos de la calle (1951) — Loco
- La reina del mambo (1951)
- Una viuda sin sostén (1951) — Monsell
- Si usted no puede, yo sí (1951)
- Madre querida (1951)
- Capitán de rurales (1951) — Don Ricardo, el cantinero
- Rosauro Castro (1950) — Don Salvador
- Ritmos del Caribe (1950)
- Yo quiero ser tonta (1950)
- Aventuras de un nuevo rico (1950)
- Primero soy mexicano (1950)
- Una mujer decente (1950) — Señor comiendo tacos de cochinita
- Curvas peligrosas (1950)
- Sentencia (1950) — Pedro
- La marca del zorrillo (1950)
- No desearás la mujer de tu hijo (1950) — Chema el cantinero)
- Cuide a su marido (1950)
- Amor de la calle (1950) — Don Cucufate
- Cuatro contra el mundo (1950) — Velador de cervecería
- Guardián, el perro salvador (1950)
- La casa chica (1950)
- Doña Diabla (1950)
- La virgen desnuda (1950)
- Duelo en las montañas (1950)
- Yo quiero ser mala (1950)
- Una gallega en México (1949) — Don Febronio
- La oveja negra (1949) — Chema el cantinero
- Un cuerpo de mujer (1949) — Carnicero
- El baño de Afrodita (1949) — Mesero
- La hija del penal (1949) — Policía
- Hipócrita (1949)
- El charro del Cristo (1949)
- Zorina (1949) — Tabernero
- Dos pesos dejada (1949)
- Conozco a las dos (1949)
- Arriba el norte (1949)
- El embajador (1949)
- No me quieras tanto (1949)
- El vengador (1949) — Roque
- Bamba (1949) — Cantinero
- La dama del velo (1949)
- El pecado de Laura (1949)
- La familia Pérez (1949) — Movedor
- Los amores de una viuda (1949)
- Hijos de la mala vida (1949)
- Negra consentida (1949)
- Salón México (1949) — Gerente de hotel
- Comisario en turno (1949)
- Ustedes los ricos (1948) — Maestro de ceremonias
- Ojos de juventud (1948) — Gritón de lotería
- En los altos de Jalisco (1948)
- Se la llevó el Remington (1948)
- El gallero (1948)
- Rosenda (1948) — Cantinero
- Algo flota sobre el agua (1948) — Pescador
- El gallo giro (1948)
- Los tres huastecos (1948) — Cantinero
- Enrédate y verás (1948) — Cantinero
- Músico, poeta y loco (1948) — Don Apolonio
- Que Dios me perdone (1948) — Gerente de hotel
- La sin ventura (1948)
- La hermana impura (1948)
- Reina de reinas: La Virgen María (1948)
- Pito Pérez se va de bracero (1948)
- Los viejos somos así (1948) — Pasajero
- Yo soy tu padre (1948)
- El secreto de Juan Palomo (1947)
- Soy charro de Rancho Grande (1947) — Gendarme
- La casa colorada (1947)
- Vuelven los García (1947) — Cantinero
- Los tres García (1947) — Cantinero
- Los siete niños de Écija (1947)
- Felipe fue desgraciado (1947)
- Bel Ami (1947) — Encargado del hotel
- Cinco rostros de mujer (1947) — Antonio el cantinero
- El ropavejero (1947) — Hombre en feria
- Humo en los ojos (1947) — Cantinero
- La reina del trópico (1947) — Gerente de hotel
- María Magdalena: Pecadora de Magdala (1947)
- La mujer de todos (1947) — Cochero
- El barchante Neguib (1947)
- Pervertida (1947)
- Campeón sin corona (1947) — Cantinero
- El pasajero diez mil (1947)
- En tiempos de la inquisición (1947)
- Los nietos de Don Venancio (1947)
- El sexo fuerte (1946)
- Más allá del amor (1946)
- Pepita Jiménez (1946)
- Amor de una vida (1946)
- El amor las vuelve locas (1946)
- El superhombre (1946)
- Un día con el diablo (1945) — Nerón
- Bugambilia (1945) — Cantinero
- Canaima (1945) — Encargado de botica
- Como yo te quería (1945)
- Hasta que perdió Jalisco (1945) — Cantinero
- La sombra de Chucho el Roto (1945) — Portero
- Como México no hay dos (1945)
- La barraca (1945) — Huertano
- El criollo (1945) — Posadero
- Bartolo toca la flauta (1945) — Músico
- La última aventura de Chaflán (1945)
- Bésame mucho (1945)
- El mexicano (1944)
- Nana (1944) — Prefecto
- Toros, amor y gloria (1944) — Fanático
- Mis hijos (1944)
- La guerra de los pasteles (1944)
- Konga Roja (1943)
- El espectro de la novia (1943)
- Cristóbal Colón (1943)
- Flor silvestre (1943) — Herrero
- Qué hombre tan simpático (1943) — Don Agustín
- Aventuras de Cucuruchito y Pinocho (1943)
- El Peñón de las Ánimas (1943)
- Yolanda (1943)
- ¡Así se quiere en Jalisco! (1942) — Comisario
- Historia de un gran amor (1942) — Felipe, el mesonero
- La canción del plateado (1942)
- Alejandra (1942)
- El barbero prodigioso (1942) — Toribio
- La gallina clueca (1941) — Papá de Goyo
- ¡Ay, qué tiempos, señor Don Simón! (1941)
- El capitán Centellas (1941)
- Hasta que llovió en Sayula (1941)
- Carne de cabaret (1941)
- La canción del huérfano (1940) — Italiano
- Allá en el Trópico (1940)
- La justicia de Pancho Villa (1940) — Canuto
- Calumnia (1939)
- Hombres del aire (1939)
- Con los Dorados de Villa (1939) — Político chihuahuense
- Café Concordia (1939)
- En un burro tres baturros (1939) — Juez en Aragón
- Juntos, pero no revueltos (1939) — Lázaro
- La bestia negra (1939) — Encargado de la fuente de sodas
- Juan sin miedo (1939)
- Padre de más de cuatro (1938) — Juez
- Los millones de Chaflán (1938) Bautista
- Tierra brava (1938) Secretario de actas
- Mi candidato (1938) — Juez
- Huapango (1938) — Roque
- La Zandunga (1938) — Don Manuel
- Ojos tapatíos (1938) — Cantinero
- Bajo el cielo de México (1937)
- Amapola del camino (1937) — Gendarme
- Jalisco nunca pierde (1937) — Don Severo Miraflores
- Allá en el Rancho Grande (1936) — Don Venancio